# 観智院 (京都市)

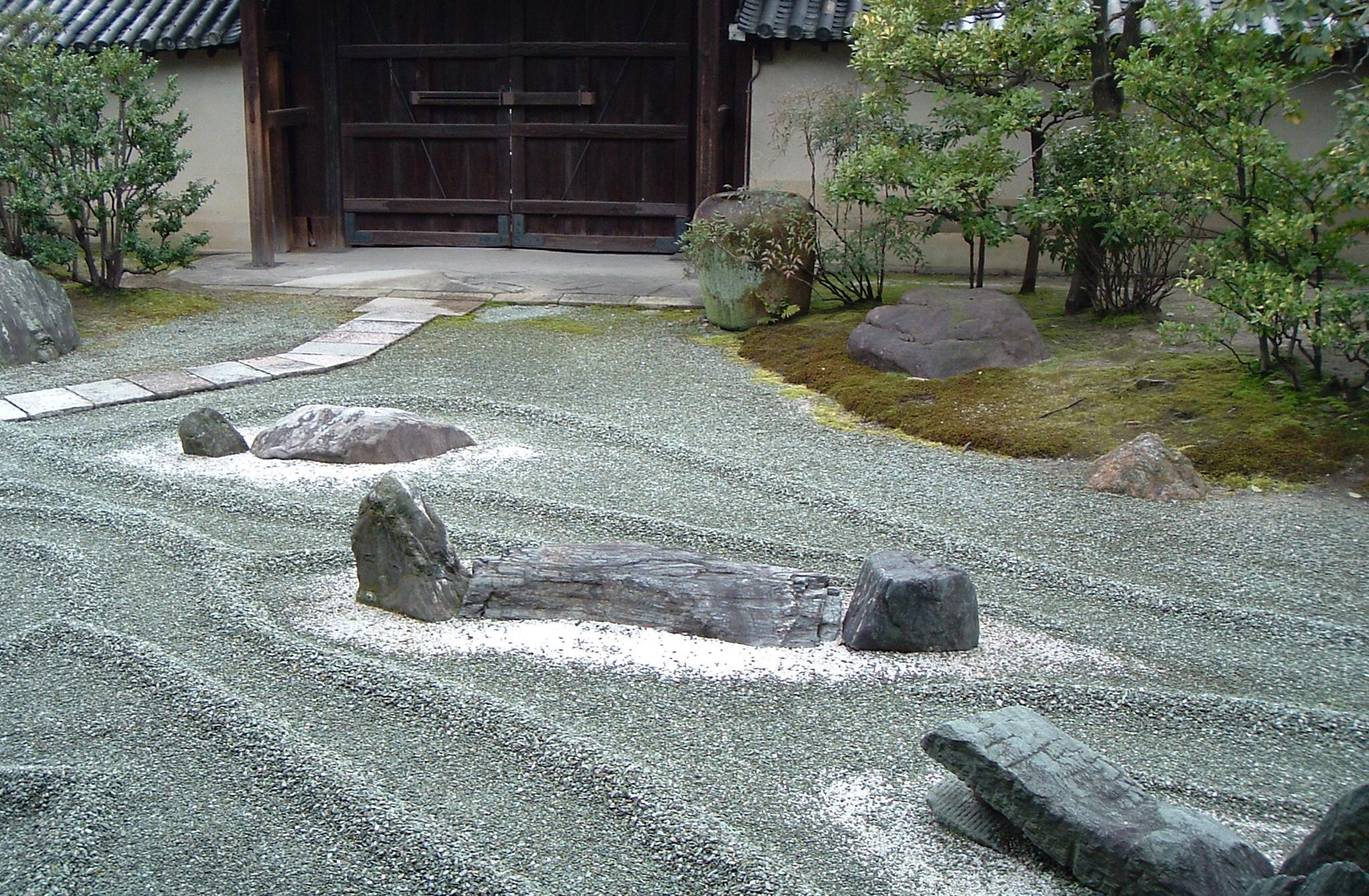
五大の庭

観智院（かんちいん）は、京都市南区にある東寺真言宗の別格本山の寺院。総本山東寺の塔頭。本尊は五大虚空蔵菩薩。十三参りで有名である。

## 歴史
東寺の塔頭であるが、同時に東寺真言宗の別格本山ともなっている当院は、東寺北大門を出て平安時代以来そのままの幅で残っている京都市内ただひとつの小路である櫛笥（くしげ）小路を少し北に進んだ右側に位置している。
鎌倉時代に後宇多法皇によって東寺の寺僧の住房が計画されると、南北朝時代の延文4年（1359年）もしくは延文3年（1358年）に学僧であった杲宝によって東寺の子院として創建された。杲宝は現在国宝となっている「東宝記」という東寺の創建から室町時代に至る寺史をまとめた人物である。これは弟子の賢宝により補足完成された。他にも杲宝と賢宝は密教の聖教類を1万5千件以上も収集し、その保存を図っている。
また、賢宝は永和2年（1378年）に山科の安祥寺・上寺を訪れた際に、五大堂が台風で倒壊してそこで祀られていた恵運が唐の長安・青龍寺より請来したという五大虚空蔵菩薩像（重要文化財）が破砕して泥土にまみれているのを見つけ、引き取って修理して当院の本尊としている。
江戸時代には当院は東寺のみならず真言宗全体の勧学院と位置づけられ、多くの学僧を輩出した。経蔵である金剛蔵には膨大な文書・典籍・聖教類が所蔵されていたが、現在は東寺宝物館に移されている。

## 境内
- 本堂
- 客殿（国宝）- 慶長10年（1605年）に第10世亮盛によって再建。桃山時代の典型的な書院造りの建造物。上の間には宮本武蔵筆といわれる「鷲の図」「竹林の図」の襖絵がある。
- 庭園「五大の庭」
- 書院
- 庭園「四方正面の庭」
- 茶室「楓泉観」 - 床の間にある額「楓泉観」は山階宮晃親王の筆。狩野氏信筆の「楼閣山水図」や尾張南画の中林竹洞筆の「秋草図」がある。
- 庫裏
- 南門
- 表門（西門）

## 文化財

### 国宝
- 客殿

### 重要文化財
- 木造五大虚空蔵菩薩坐像 - 本尊。伝・恵運招来。五尊はいずれもハス蓮の花弁でかたどられた蓮台に結跏趺坐し、それぞれ獅子、象、馬、孔雀、迦楼羅の上に座している。

### 京都府指定有形文化財
- 絹本著色弘法大師像 - 2017年（平成29年）3月17日指定。

### 宮本武蔵筆「鷲の図」「竹林の図」
- 客殿内部、上段の間では、二刀流の剣豪宮本武蔵の筆による「鷲の図」と「竹林の図」を拝観することができる。

## アクセス
- 近鉄京都線 東寺駅より徒歩10分。
- JR西日本・JR東海・近鉄京都線・京都市営地下鉄 京都駅八条口より徒歩15分。